# Christian Fürst Myrup
Christian Fürst Myrup, född 1 januari 1957 i Rörum, Skåne, död 3 december 1998 i Malmö, var en svensk operasångare, regissör, sångpedagog, konsertsångare och översättare. Han grundade och var konstnärlig ledare för Opera Semplice och Skånska Operan.
Myrup utbildades vid Musikhögskolan i Malmö 1976–1980, solist- och pedagoglinjen för professor Uno Ebrelius, och Hochschule für Musik und darstellende Kunst i Wien 1981–1985 för Kammersänger Josef Greindl. Han gick Master Class i romansinterpretation för Walter Moore. Myrup studerade även musikvetenskap vid Lunds universitet.
Han har haft solistroller vid bland annat Folkoperan i Stockholm, Riksteatern i Helsingfors, Oslo Sommaropera, Ystadoperan, och gästspelat vid den Internationella Festivalen i Edinburgh. Myrup tilldelades Vellinge kommuns kulturstipendium 1981, Trelleborgs kommuns kulturstipendium 1992 och Malmö stads kulturstipendium 1996. Han har även fått stipendier från bland annat Konstnärsnämnden, Rosenborgs fond, Kockska och Ax:son Johnsons stiftelser.
Myrup grundade Opera Semplice 1987, en amatöroperagrupp som även fungerade som kursverksamhet. Amatörsångare och studerande vid till exempel musikhögskolor samlades för att under Myrups ledning studera in en opera eller operett, som sedan framfördes offentligt vid ett flertal föreställningar. Konceptet var oerhört lyckat, och många av deltagarna har sedermera blivit framgångsrika professionella operasångare.
Han grundade Skånska Operan 1993, en fri operagrupp med mera professionell inriktning. Samma år gavs den första produktionen, Aubers Fra Diavolo, som dessvärre inte blev någon större framgång.
Gruppen började då inrikta sig på att spela sommaropera på unika platser, där lokalen i sig utgjorde scenografin (ett koncept som med framgång har övertagits av Skånska Operans nuvarande ledning). Den första uppsättningen som gjordes på detta sätt var Debussys bibliska scen L’Enfant Prodigue, som 1994 spelades i ett antal kyrkor med orkestersatsen transkriberad för orgel. Uppsättningen blev mycket framgångsrik. Året därpå, 1995, satsade Skånska Operan på ett betydligt större projekt: Verdis Macbeth, som spelades på den skånska medeltidsborgen, Glimmingehus, en perfekt miljö för detta drama. Till skillnad från i de flesta övriga uppsättningar sjöng ensemblen här på originalspråket italienska. Framgången var ett faktum, och Macbeth följdes av flera uppsättningar med samma koncept: Rossinis Kärlek på prov (La Pietra del Paragone) 1996, Mozarts Trollflöjten 1997, Tjaikovskis Eugen Onegin och Mozarts Don Giovanni, båda 1998.
Myrup hade påbörjat arbetet med librettot till en ny svensk opera, komponerad direkt för Skånska Operan av Max Blomgren: Stolthet och fördom efter en roman av Jane Austen (Pride and prejudice), när han gick bort i december 1998. Librettot färdigställdes av Ola Hörling, och operan framfördes som planerat sommaren 1999.